# Philipsdammen
Philipsdammen (nederländska: Philipsdam) är en vall- och dammbyggnad och översvämningsbarriär vid Sint Philipsland nära Tholen i provinsen Zeeland i sydvästra Nederländerna. Barriären ska skydda vid hotande översvämningar från Nordsjön och utgör en del av Deltawerken och invigdes 1987.

## Geografi
Hela skyddsbarriären sträcker sig mellan vattenområdet Krammer (del av Volkerak) och Slaak (del av Oosterschelde). Dammen förbinder (tillsammans med Grevelingendammen) kommunerna Goeree-Overflakkee (nära orten Oude-Tonge) i provinsen Zuid-Holland i norr med kommunen Tholen (vid halvön Sint Philipsland) i provinsen Zeeland i söder. Dammen skiljer Krammer från Slaak. Vid dammens norra del ansluter Grevelingendammen.

## Konstruktionen
Philipsdammen har en total längd om cirka 7 000 meter. Den norra delen börjar på sandbanken Plaat van Vliet och utgörs av en cirka 2 000 meter lång vall som sträcker sig till Grevelingendammen. Den södra delen utgörs av en cirka 5 000 meter lång vall som sträcker sig från Sint Philipslandtill Plaat van Vliet. Mitt på sandbanken finns en 280 meter lång sluss, Krammersluizen, i barriären där fartyg kan passera.
Ovanpå dammen löper en väg som del av nederländska länsväg N257 (Provinciale weg 257) och en cirka 800 meter lång och 19 meter hög bro leder över slussystemet.
Slussystemet är specialkonstruerad för att minska blandning av sötvatten från Volkerak och bräckt vatten från Oosterschelde. Systemet bygger på att sötvatten är lättare och saltvatten är tyngre. Vid slusspassage pumpas saltvatten från botten och sötvatten från ytan till slussen beroende på fartygets riktning.

## Historia
Första spadtaget på dammen gjordes 1976 på den södra delen, därefter påbörjades byggandet av slussystemet. Slussarna färdigställdes 20 oktober 1983. Därefter påbörjades den norra delen. Dammen färdigställdes i slutet på 1986. Philipsdammen invigdesofficiellt den 2 februari 1987.
Byggandet av barriären tillsammans med Oesterdammen var även ett nödvändigt steg  för att kontrollera vattenflöden efter byggandet av Oosterscheldebarriären.
I juni 1994 färdigställdes ytterligare 1 sluss för fritidsbåtar.